# Port lotniczy Rafael Cabrera
Port lotniczy Rafael Cabrera (IATA: GER, ICAO: MUNG) – regionalny port lotniczy położony w Nueva Gerona, na Kubie.